# Death Race: Beyond Anarchy
Death Race: Beyond Anarchy (titulada: La carrera de la muerte: Anarquía en Hispanoamérica) es una película de acción estadounidense estrenada el 2 de octubre de 2018. Es una secuela de Death Race del año 2008 y fue dirigida por Don Michael Paul. Es la cuarta película de la saga Death Race.

## Reparto
| Actor/Actriz      | Personaje                   |
| ----------------- | --------------------------- |
| Zach McGowan      | Connor Gibson               |
| Danny Glover      | Baltimore Bob               |
| Christine Marzano | Jane                        |
| Danny Trejo       | Goldberg                    |
| Fred Koehler      | Lists                       |
| Velislav Pavlov   | Frankenstein                |
| Nolan North       | Como la voz de Frankenstein |